# Łany Wielkie (powiat zawierciański)
Łany Wielkie (dawn. Łany Wielkie-Zakościele) – wieś w Polsce, położona w województwie śląskim, w powiecie zawierciańskim, w gminie Żarnowiec, nad Pilicą.
| SIMC    | Nazwa      | Rodzaj    |
| ------- | ---------- | --------- |
| 0225897 | Majorat    | część wsi |
| 0225905 | Stara Wieś | część wsi |
| 0225911 | Zakościele | część wsi |
| 0225928 | Złodziejów | część wsi |

W latach 1954–1959 wieś należała i była siedzibą władz gromady Łany Wielkie, po jej zniesieniu w gromadzie Żarnowiec. W latach 1975–1998 miejscowość należała administracyjnie do województwa katowickiego.
We wsi znajduje się także kapliczka ufundowana przez szlachecką rodzinę Wierzchowskich herbu Pobóg.

## Zabytki
- Kościół pw. św. Wojciecha z XIII wieku. We wnętrzu gotyckie polichromie. W XIX wieku był dwukrotnie rozbudowywany - m.in. dostawiono kaplicę Matki Bożej Częstochowskiej[5][6][7].
- Pomnik upamiętniający odrodzenie się Polski z trzech zaborów (1922 r.)